# Pas cadencé
Pour les articles homonymes, voir Pas.

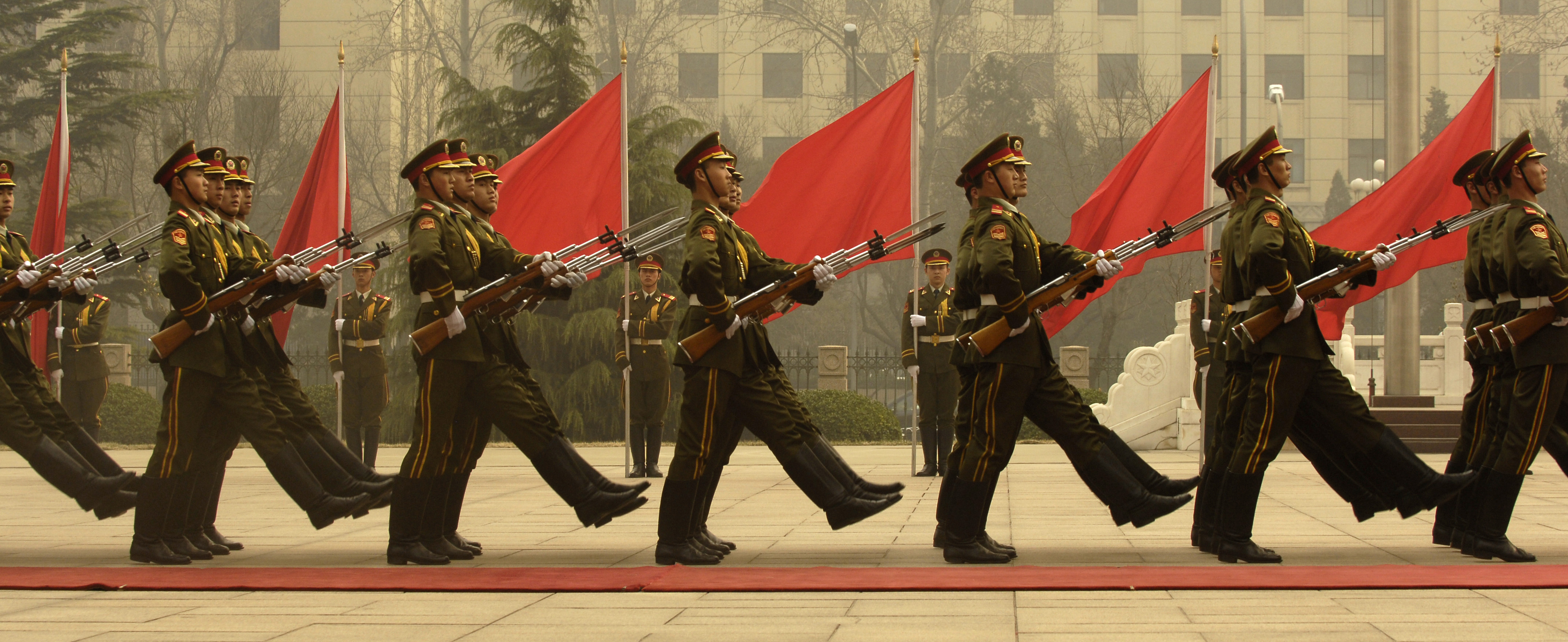
Membres de la garde d'honneur chinoise marchant au pas cadencé.

Le pas cadencé est le pas adopté, en général par une troupe, lors d'une marche ou d'un défilé. Plusieurs variantes de ce pas existent, telles que le pas de l'oie. Le pas est donné par le responsable de section.

## Histoire
Le pas cadencé est celui adopté par plusieurs hommes qui partent du même pied. Il a été pour la première fois pratiqué dans les armées modernes par les troupes prussiennes.

Toutefois, bien avant l'époque moderne, le pas régulier et cadencé était un trait distinctif des légions romaines. Végèce, auteur du seul traité qui nous reste sur l'armée de l'Empire romain, le De Re Militari, a reconnu l'importance de : 

« la pratique constante de marcher rapidement et ensemble. Il n'y a non plus rien de plus important, dans la marche ou dans les rangs, que de veiller à ce qu'ils gardent leur place avec la plus grande exactitude. Car les troupes qui marchent de façon irrégulière et désordonnée sont toujours en grand danger d'être vaincues. Ils doivent marcher du pas militaire ordinaire vingt miles en cinq heures, et avec le pas maximum, qui est plus rapide, vingt-quatre miles dans le même nombre d'heures. S'ils dépassent cette allure, ils ne marchent plus, mais courent, et aucune cadence ne peut être alors assignée. »

— Végèce, De Re Militari, Livre I.
Marcher au pas pour les troupes d'infanterie en ordre de bataille est une pratique commune dans la plupart des pays de l'Europe depuis des siècles et a même été transmise au Nouveau Monde lors de la Guerre d'indépendance des États-Unis. Depuis, l'évolution des équipements et des tactiques militaires a contribué à la perte de son importance, mais la marche au pas cadencé continue à être une part importante de la formation et de l'entrainement militaire.

## Différents pas cadencés
Parmi les différentes sortes de pas cadencés, on peut noter : 
- pas d'école,
- petit pas,
- pas ordinaire[a],
- pas en arrière,
- pas oblique,
- pas métrique,
- pas de route,
- pas accéléré,
- pas de charge[b].

Le pas de l'oie (en allemand, « Stechschritt ») est la manière dont défilent certains corps d'armées, selon le « pas de parade » ou « pas prussien » des armées prussiennes. Le soldat marche alors, le buste droit, les jambes tendues qu'il lève jusqu'à presque 90° du corps et fait claquer ses bottes en les laissant retomber au sol.